# دونا ميلنر
دونا ميلنر (بالإنجليزية: Donna Milner)‏ (1946)؛ روائية كندية.